# دینکسپرو
دینکسپرو (به هلندی: Dinxperlo) یک منطقهٔ مسکونی در هلند است که در آلتن واقع شده‌است. دینکسپرو ۷٬۴۴۲ نفر جمعیت دارد.

## خواهرخوانده
شهر نوینراده خواهرخواندهٔ دینکسپرو هست.